# أكلبترة صحراوية
أكلبترة صحراوية (الاسم العلمي: Acalyptris desertellus) هي نوع من الحشرات تتبع جنس الأكلبترة من فصيلة السليلات.